# Paseo
Paseo è un singolo del gruppo musicale belga Paradisio, pubblicato nel giugno 1998 come quinto e ultimo estratto dall'album Paradisio.

## Tracce
CD Maxi
1. Paseo (Album Version) – 3:24
2. Paseo (Radio Remix 98) – 3:27
3. Paseo (Club Remix 98 By Bruce Byron) – 4:02

## Classifiche
| Classifica (1998) | Posizione massima |
| ----------------- | ----------------- |
| Svezia            | 51                |